# Engoulevent des Palau
Caprimulgus phalaena
Espèce
Statut de conservation UICN

 LC  : Préoccupation mineure
L'Engoulevent des Palau ou Engoulevent de Palau (Caprimulgus phalaena) est une espèce d'oiseaux de la famille des Caprimulgidae, autrefois considéré comme une sous-espèce de Caprimulgus jotaka.

## Répartition
Cette espèce est endémique des Palaos.